# Sussex (Wisconsin)
Sussex ist eine Gemeinde (mit dem Status „Village“) im Waukesha County im US-amerikanischen Bundesstaat Wisconsin. Das U.S. Census Bureau ermittelte bei der Volkszählung 2020 eine Einwohnerzahl von 11.487.
Sussex ist Bestandteil der Metropolregion Milwaukee.

## Geografie
Sussex liegt im westlichen Vorortbereich der Stadt Milwaukee, rund 30 km westlich des Michigansees.
Die geografischen Koordinaten von Sussex sind 43°08′02″ nördlicher Breite und 88°13′19″ westlicher Länge. Das Gemeindegebiet erstreckt sich über eine Fläche von 19,74 km² und wird fast vollständig von der Town of Lisbon umgeben, ohne dieser anzugehören.
Nachbarorte von Sussex sind Colgate (9,6 km nördlich), Lannon (5,7 km nordöstlich), Menomonee Falls (11,2 km in der gleichen Richtung), Brookfield (16 km südöstlich), die Stadt Pewaukee (10,6 km südlich), die Gemeinde Pewaukee (9,3 km südsüdwestlich), Hartland (14,3 km westsüdwestlich) und Merton (7,7 km westnordwestlich).
Das Stadtzentrum von Milwaukee liegt 35 km ostsüdöstlich. Die neben Milwaukee nächstgelegenen weiteren Großstädte sind Green Bay (182 km nördlich), Wisconsins Hauptstadt Madison (108 km westlich), Rockford im benachbarten Bundesstaat Illinois (147 km südwestlich) und Chicago in Illinois (178 km südsüdöstlich).

## Verkehr
Die Interstate 94, die kürzeste Verbindung von Milwaukee nach Madison, verläuft in Ost-West-Richtung durch das Gemeindegebiet. Von dieser zweigt der ebenfalls vierspurig ausgebaute U.S. Highway 16 in nördlicher Richtung ab. Daneben treffen in Sussex die Wisconsin State Highways 74, 164 und 190 zusammen. Alle weiteren Straßen in Sussex sind untergeordnete Landstraßen, unbefestigte Fahrwege oder innerörtliche Verbindungsstraßen.
In Sussex kreuzen zwei Eisenbahnlinien für den Frachtverkehr der  Canadian National Railway (CN) und der Union Pacific Railroad (UP).
Mit dem Waukesha County Airport befindet sich 15 km südlich von Sussex ein kleiner Flugplatz. Der nächste Verkehrsflughafen ist der 46 km südöstlich gelegene Milwaukee Mitchell International Airport von Milwaukee.

## Bevölkerung
Nach der Volkszählung im Jahr 2010 lebten in Sussex 10.518 Menschen in 4039 Haushalten. Die Bevölkerungsdichte betrug 532,8 Einwohner pro Quadratkilometer. In den 4039 Haushalten lebten statistisch je 2,6 Personen.
Ethnisch betrachtet setzte sich die Bevölkerung zusammen aus 95,2 Prozent Weißen, 0,8 Prozent Afroamerikanern, 0,3 Prozent amerikanischen Ureinwohnern, 2,1 Prozent Asiaten sowie 0,5 Prozent aus anderen ethnischen Gruppen; 1,1 Prozent stammten von zwei oder mehr Ethnien ab. Unabhängig von der ethnischen Zugehörigkeit waren 2,4 Prozent der Bevölkerung spanischer oder lateinamerikanischer Abstammung.
28,3 Prozent der Bevölkerung waren unter 18 Jahre alt, 62,1 Prozent waren zwischen 18 und 64 und 9,6 Prozent waren 65 Jahre oder älter. 50,6 Prozent der Bevölkerung waren weiblich.
Das mittlere jährliche Einkommen eines Haushalts lag bei 72.555 USD. Das Pro-Kopf-Einkommen betrug 31.509 USD. 5,2 Prozent der Einwohner lebten unterhalb der Armutsgrenze.